# Сюзан Конър
Сюзан Конър (на английски: Susan Kohner) е американска актриса.

## Биография

### Произход
Сюзан Конър е родена на 11 ноември 1936 година в Лос Анджелис, Калифорния. Тя е дъщеря на Лупита Товар, мексиканска актриса, която има кариера в Холивуд, и Пол Конър, филмов продуцент, който е роден в Бохемия, Австро-Унгария.  Майка й е римокатоличка, както от мексикански, така и от ирландски произход, а баща й е евреин. 

### Кариера
Сюзан Конър играе доста роли в края на 1950-те и началото на 1960-те, включително заедно със Сал Минео в „Дино“ (1957) и „Историята на Джийн Крупа“ (1959).
Най-известната и роля е на Сара Джейн в „Имитация на живот“, изобразявайки светла тъмнокожа жена, която „минава“ като бяла. Филмът от 1959 г. е римейк на версия от 1934 г. на книга със същото име. Скъпата и лъскава продукция на Рос Хънтър, режисирана от Дъглас Сирк и с участието на Лана Търнър става касов хит. В допълнение Конър е номинирана за Оскар за най-добра поддържаща женска роля за ролята си във филма и спечели Златен глобус за най-добра поддържаща актриса и Златен глобус за най-добра нова актриса. 

## Личен живот
Сюзан Конър се жени през 1964 г. за Джон Вайц, роден в Германия писател и моден дизайнер.  Тя се оттегля от актьорството, за да се посвети на семейството си. Двойката има двама сина, Крис Вайц и Пол Вайц и двамата стават филмови режисьори и продуценти в Холивуд.

## Избрана филмография
| година | филм              | оригинално заглавие | роля                    | режисьор       |
| ------ | ----------------- | ------------------- | ----------------------- | -------------- |
| 1956   | Последната каруца | The Last Wagon      | Джоли Норманд           | Делмар Дейвс   |
| 1959   | Подобие на живот  | Imitation of Life   | Сара Джейн на 19 години | Дъглас Сирк    |
| 1959   | Големият рибар    | The Big Fisherman   | Фара                    | Франк Борзейги |